# Hiiemetsa
Koordinaten: 59° 22′ N, 27° 57′ O
Hiiemetsa ist ein Dorf (estnisch küla) in der Stadtgemeinde Narva-Jõesuu (bis 2017 Landgemeinde Vaivara). Es liegt im Kreis Ida-Viru (Ost-Wierland) im Nordosten Estlands.

## Beschreibung und Geschichte
Das Dorf hat 15 Einwohner (Stand 1. Januar 2012). Bis 1939 (nach anderen Quellen bis 1975) trug das Dorf den Namen Repniku.
Der Ort wurde erstmals 1499 urkundlich erwähnt. Damals gehörte das Dorf zum Gut von Laagna (deutsch Kuydenurm, Alt-Waiwara oder Lagena). Während des Großen Nordischen Krieges wurde es vollständig zerstört. 1726 gab es bereits wieder zehn Familien, die aus Ingermanland zugewandert waren.

## Gut
Ende des 18. Jahrhunderts wurde im Dorf das Gut von Repniku gegründet. 1827 kam es dort zu Unruhen der estnischen Bauern gegen die Großgrundbesitzer. Mitte des 19. Jahrhunderts wurden auf dem Gut die ersten umfassenden Drainage-Arbeiten zur Landverbesserung unternommen. So konnten große Teile des Moors trockengelegt werden.
Später ging das Gut in das Eigentum der Familie des Naturforschers Karl Ernst von Baer (1792–1876) über. In Repniku lebte und starb Baers Sohn, der Rechtswissenschaftler Alexander Andreas Ernst von Baer (1826–1914). Letzter deutschbaltischer Eigentümer vor der Enteignung im Zuge der estnischen Landreform 1919 war der Jurist Karl Alfred von Baer.
Alle Gebäude fielen den schweren Kämpfen während des Zweiten Weltkriegs zum Opfer.

## Heidnische Kultstätte
Den Ort durchquert die Landstraße zwischen der estnischen Hauptstadt Tallinn und der russischen Metropole Sankt Petersburg.
Im Ort wurde auf einer Anhöhe eine ehemalige Kultstätte der heidnischen Esten, ein hiiemägi, nachgewiesen. Daher stammt der heutige Name des Dorfes. Hiiemetsa bedeutet etwa „Heiliger Hain“.